# Wafa immobilier
Pour les articles homonymes, voir Wafa.
Wafa Immobilier est une filiale du groupe marocain Attijariwafa bank spécialisée dans le financement des projets immobiliers. Depuis sa création en 1991, l'entreprise a diversifié les produits proposés à ses clients. Actuellement elle assure l'accompagnement et conseil, l'acquisition, la construction l'aménagement et la promotion immobilière.

## Histoire
En 2005, le président directeur général Mohamed Benmoussa a été remplacé par Noureddine Charkani.
En Novembre 2020, Ismail El Filali Directeur Exécutif - Services et Traitements au sein du groupe Attijariwafa bank est nommé à la tête de Wafa Immobilier .

## Activité
Wafa Immobilier propose aux particuliers des crédits pour l'acquisition, la construction et l'aménagement d'un logement.